# Coupe d'Italie de cyclisme sur route 2017
Navigation
Coupe d'Italie 2016 Coupe d'Italie 2018
La Coupe d'Italie de cyclisme sur route 2017 est la 11e édition de la Coupe d'Italie de cyclisme sur route et la première sous le nom de Ciclismo Cup. Elle débute le 5 février avec le Grand Prix de la côte étrusque et se termine le 3 octobre avec les Trois vallées varésines. Pour cette édition, quinze épreuves sont retenues.
L'équipe vainqueur du classement par équipes gagne le droit de participer au Tour d'Italie 2018.

## Équipe
Les équipes qui participent sont au nombre de cinq :
- Androni Giocattoli
- Bardiani CSF
- Nippo-Vini Fantini
- UAE Abu Dhabi
- Wilier Triestina-Selle Italia

## Résultats
| #  | Date            | Course                                                 | Cat. | Vainqueur         | Équipe                           | Leader du classement individuel | Leader du classement par équipes |
| -- | --------------- | ------------------------------------------------------ | ---- | ----------------- | -------------------------------- | ------------------------------- | -------------------------------- |
| 1  | 5 février       | GP de la côte étrusque (2017)                          | 1.1  | Diego Ulissi      | UAE Abu Dhabi                    | Diego Ulissi                    | UAE Abu Dhabi                    |
| 2  | 12 février      | Trofeo Laigueglia (2017)                               | 1.HC | Fabio Felline     | Italie                           | Fabio Felline                   | UAE Abu Dhabi                    |
| 3  | 5 mars          | GP de l'industrie et de l'artisanat de Larciano (2017) | 1.1  | Adam Yates        | Orica-Scott                      | Francesco Gavazzi               | UAE Abu Dhabi                    |
| 4  | 23-26 mars      | Semaine internationale Coppi et Bartali (2017)         | 2.1  | Lilian Calmejane  | Direct Énergie                   | Francesco Gavazzi               | Androni Giocattoli               |
| 5  | 9 avril         | Tour des Apennins (2017)                               | 1.1  | Danilo Celano     | Amore & Vita-Selle SMP-Fondriest | Egan Bernal                     | Androni Giocattoli               |
| 6  | 17-21 avril     | Tour des Alpes (2017)                                  | 2.HC | Geraint Thomas    | Team Sky                         | Egan Bernal                     | Androni Giocattoli               |
| 7  | 16 juillet      | Trophée Matteotti (2017)                               | 1.1  | Sergey Shilov     | Lokosphinx                       | Egan Bernal                     | Androni Giocattoli               |
| 8  | 13 septembre    | Coppa Agostoni (2017)                                  | 1.1  | Michael Albasini  | Orica-Scott                      | Egan Bernal                     | Androni Giocattoli               |
| 9  | 14 septembre    | Coppa Bernocchi (2017)                                 | 1.1  | Sonny Colbrelli   | Bahrain-Merida                   | Egan Bernal                     | Androni Giocattoli               |
| 10 | 16 septembre    | Mémorial Marco Pantani (2017)                          | 1.1  | Marco Zamparella  | Amore & Vita-Selle SMP-Fondriest | Egan Bernal                     | Androni Giocattoli               |
| 11 | 26-27 septembre | Tour de Toscane (2017)                                 | 2.1  | Guillaume Martin  | Wanty-Groupe Gobert              | Egan Bernal                     | Androni Giocattoli               |
| 12 | 28 septembre    | Coppa Sabatini (2017)                                  | 1.1  | Andrea Pasqualon  | Wanty-Groupe Gobert              | Egan Bernal                     | Androni Giocattoli               |
| 13 | 30 septembre    | Tour d'Émilie (2017)                                   | 1.HC | Giovanni Visconti | Bahrain-Merida                   | Egan Bernal                     | Androni Giocattoli               |
| 14 | 1er octobre     | Grand Prix Bruno Beghelli (2017)                       | 1.HC | Luis León Sánchez | Astana                           | Egan Bernal                     | Androni Giocattoli               |
| 15 | 3 octobre       | Trois vallées varésines (2017)                         | 1.HC | Alexandre Geniez  | AG2R La Mondiale                 | Diego Ulissi                    | Androni Giocattoli               |
| 16 | 5 octobre       | Milan-Turin (2017)                                     | 1.HC | Rigoberto Urán    | Cannondale-Drapac                | Diego Ulissi                    | Androni Giocattoli               |

## Classements
| Pos. | Coureur           | Équipe             | Points |
| ---- | ----------------- | ------------------ | ------ |
| 1    | Diego Ulissi      | UAE Emirates       | 238    |
| 2    | Egan Bernal       | Androni Giocattoli | 210    |
| 3    | Marco Canola      | Nippo-Vini Fantini | 194    |
| 4    | Mattia Cattaneo   | Androni Giocattoli | 184    |
| 5    | Francesco Gavazzi | Androni Giocattoli | 180    |

| Pos. | Coureur            | Équipe                        | Points |
| ---- | ------------------ | ----------------------------- | ------ |
| 1    | Egan Bernal        | Androni Giocattoli            | 210    |
| 2    | Gianni Moscon      | Team Sky                      | 127    |
| 3    | Daniel Martínez    | Wilier Triestina-Selle Italia | 43     |
| 4    | Simone Consonni    | UAE Emirates                  | 36     |
| 5    | Cristian Rodríguez | Wilier Triestina-Selle Italia | 34     |

### Classement par équipes
| Pos. | Équipe                        | Points |
| ---- | ----------------------------- | ------ |
| 1    | Androni Giocattoli            | 588    |
| 2    | Nippo-Vini Fantini            | 427    |
| 3    | Wilier Triestina-Selle Italia | 423    |
| 4    | Bardiani CSF                  | 292    |
| 5    | UAE Emirates                  | 278    |